# صبح بخیر ایران
صبح بخیر ایران قدیمی ترین و با اصالت ترین برنامه صبحگاهی تلویزیون ایران به تهیه‌کنندگی مصطفی مژدهی فر و اجرای تنی چند از مجریان سیما همچون «سید مهدی مفیدی»، «زهرا رضاپور» با زمینهٔ اجتماعی، فرهنگی و ورزشی است که هر روز به جز جمعه‌ها از ساعت ۶:۱۵ به مدت ۱۰۵ دقیقه از شبکه یک پخش می‌شود.اولین فصل از این برنامه دهه ۷۰ ، با اجرای اقبال واحدی روی آنتن رفت .  
فصل جدید مجله صبحگاهی «صبح بخیر ایران» با تغییرات عمده در قالب برنامه‌سازی، شکل و محتوا و با تدارک بخش‌های متعدد و متنوع از جمله میزهای گفت‌وگو، ارائه نکات آموزشی، بخش تحلیل سیاسی اجتماعی، مشاوره تحصیلی، ورزشی، کودک و نوجوان، ایرانگردی و… از روز شنبه بیستم مرداد 1403 به صورت زنده روی آنتن شبکه یک سیما می رود. 
«زهرا محمودوند» و «سعید شهبازی» مجری و کارشناس بخش ورزشی برنامه هستند .  
میزهای گفت‌وگو که یکی از اصلی‌ترین بخش‌های این برنامه محسوب می‌شود، بر اساس مسائل و رویداد های روز و کاملا منعطف می باشند . 
همچنین بخش «ایرانگردی» با محوریت آشنایی با تاریخ، آداب و رسوم شهرها و استان‌های سراسر کشور در قالب میان برنامه های مختلف و در قالب سفر به نقاط مختلف ایرانتقدیم علاقه‌مندان و مخاطبان مجله صبحگاهی «صبح بخیر ایران» می‌شود.
این برنامه روتین صبحگاهی که شاید قدمتش از خیلی برنامه‌ها و آثار نمایشی تلویزیون بیشتر است از سال ۱۳۷۳ با اجرای اقبال واحدی فعالیت خود را آغاز کرد. این برنامه در گذشته شامل قسمتی به نام «سفرنامه» بوده‌است که شهرها و اماکن دیدنی ایران را به بینندگان نشان می‌دهد 

موارد زیر اشاره کرد:

## تهیه کنندگان
اقبال واحدی
غلامرضا بختیاری
علیرضا عاصم یوسفی
امیرحسین خرمشاهی
مصطفی مژدهی فر (هم اکنون)

## کشف ناصر عبداللهی
گفته می‌شود اجرای ترانه پاپ «ابوالفضل بریده‌دست» توسط ناصر عبداللهی (دی ماه ۱۳۷۴) در این برنامه باعث مشهور شدن وی شده‌است.

## مجریان
- پدرام کریمی
- مهدی توتونچی
- اقبال واحدی
- میلاد شیران
- مبینا نصیری
- فوژان احمدی
- شیوا بلوریان
- عباس طاهریان
- زهرا خاتمی راد
- نيلوفر مولایی
- محیا اسناوندی
- امیرحسین بابازاده
- بابک حسن‌زاده
- علی ضیا
- محمدرحمان نظام‌الاسلامی
- علی اسدی
- دکتر عبدالرضا امیر احمدی
- دکتر فریبرز فراغت
- احمد توکلی
- شهریار ربانی
- پژمان کریمی
- رضا رشیدپور
- حامد توسلی (مجری آشپزی و کارشناس گردشگری)
- بنیامین بلوچی ( مستند ساز و ایرانگرد)

## آیتم‌ها
- ورزش صبحگاهی - نرمش‌های صبحگاهی با حضور استاد اعلایی
- هواشناسی استان‌ها - مشاهده وضعیت آب و هوای شهر تهران و مراکز استانها
- صبح و ورزش - بررسی تازه‌های ورزشی، لیگ‌های جهان، حواشی ورزشی و نقد و بررسی ورزش ایران و جهان
- موزیک ویدیو - پربیننده‌ترین موزیک ویدئوهای ایرانی
- باخبر باش - مهم‌ترین اخبار ۲۴ ساعت گذشته کشور
- تقویم تاریخ ـ می‌کوشد بگوید که مطالعه تاریخ نه فقط دانستن وقایع گذشته بلکه آگاهی از سنت‌های تاریخی، چگونگی دگرگونی ملت‌ها و جوامع و علل انحطاط و عظمت تمدن‌های پیشین است، چرا که آموختن و درس گرفتن از تاریخ می‌تواند چراغ راه آیندگان در راستای توسعه یافتگی کشور باشد.
- مشاهیر - معرفی مشاهیر ایران زمین
- صبح و سلامت - بررسی نکات کاربردی و تصورات غلط پزشکی، تغذیه و سبک زندگی
- ایرانشناسی - معرفی شهرها، اماکن و چشم‌اندازهای زیبای مختلف ایران توسط بنیامین بلوچی
- فرهنگستان - معرفی آثار ادبی، نقد و بررسی

دستور فارسی و تاریخ مشاهیر زبان فارسی
مجازستان - شوخی با ویدیوهای فضای مجازی توسط حمید پارسا